# Dyrehavsbakken
 "Bakken" omdirigeres hertil. For andre betydninger af Bakken, se Bakken (flertydig).
Dyrehavsbakken, eller i daglig tale omtalt som Bakken, er en dansk forlystelsespark, der ligger i Dyrehaven ved Klampenborg nord for København på Sjælland. Parken opstod i 1583 som markedsplads for den kongelige dyrehave, Jægersborg Dyrehave, som omkransede den sagnomspundne Kirsten Piils kilde, og udviklede sig med tiden til at blive en reel forlystelsespark med adskillige forlystelser og boder. Med grundlæggelsen i 1583 er Bakken den ældste fortsat eksisterende forlystelsespark i verden.
Der er 32 kørende forlystelser (2013) og en friluftsscene med bl.a. musikalsk underholdning. Bakken er hjemsted for Cirkusrevyen, der begyndte i 1935.
Området styres af Naturstyrelsen Hovedstaden og er underlagt Dyrehavens fredning, hvilket sætter rammerne for varigheden af sæsonen, og hvor højt der må bygges.

## Bakkens åbning
Hvert år markeres Bakkens åbning og lukning med et motorcykeloptog fra Nørrebro til Klampenborg. Traditionen blev startet af Bjørn Andersen i 1965. Motorcykeloptoget var i starten kun for de vilde engle, men senere kom almindelige motorcyklister med i optoget. Der er 5.-7.000 motorcykler med i optoget i dag.

## Historie
Dyrehavsbakken opstod i 1583 som markedsplads ved den kongelige dyrehave. Sammen med Kirsten Piils kilde gjorde det området til et yndet udflugtsmål for københavnere igennem århundreder. Om sommeren slog gøglere deres telte op på markedspladsen og underholdt med deres løjer. I 1800 bragte den engelske artistfamilie Price Pjerrotfiguren med sig. Han er blevet stedets varemærke, og ingen kan i dag forestille sig Bakken uden.
Skuespillerinden Johanne Luise Pätges (senere fru Heiberg) debuterede på Bakken.
I den danske litteratur findes levende billeder af det tidlige 1800-tals Dyrehavsbakke i Oehlenschlägers Sanct Hansaften-Spil (1802) Arkiveret 24. august 2005 hos  Wayback Machine og i Heibergs Recensenten og Dyret (1826) - og den 'kildemarkedsplads', der nævnes i forspillet til Christian Winthers 'Hjortens Flugt' (1855) er - omend uhistorisk i versromanens 'tid' - en beskrivelse netop af det farverige liv på Dyrehavsbakken.
I begyndelsen af 1900-tallet forsvandt teltene til fordel for faste træskure og større etablissementer. Men foreningen for dem, der driver forretning på Dyrehavsbakken, og som blev stiftet i 1885, hedder stadig "Teltholderforeningen", til trods for at Cirkusrevyen i dag er de eneste, der faktisk har et telt.
I 2018 åbnede Dyrehavsbakken op for første gang nogensinde i efterårsferien og i juleperioden.

## Forlystelser
- 5D Cinema
  - Trine Bloch Grænge
- Bakkeekspressen
  - 1997-2000 - Bente Dyring-Andersen
  - Claus Andersen
- Børnepariserhjulet
  - Jørn Sigurdsson
- Crazy Theatre
  - Frank Hartvig Andersen
- De Vilde Mus
- Det Lille Tog
  - Kathe Larsen
- Dizzy Ducks
- Frøen
- Græshoppen
  - STP
- Hestekarrusellen
  - (kom til Dyrehavsbakken i slutningen af det 19.århundrede, og skulle oprindeligt have heddet kejserkarrusellen)
  - Mortensen & Dahl
- Hip Hop
  - Mortensen & Dahl
- Humlumhej
  - Jørn Sigurdsson
- Jeepen
  - Torben "Træsko" Pedersen
- Kaffekopperne
- Kænguru
  - Steen Grænge
- Mariehønen
  - Jørn Sigurdsson
- Mine Train Ulven
  - 1995 - Tommy Wessman
- Polyppen
  - Torben "Træsko" Pedersen
- Radiobilerne (1925-)
  - Tommy Wessman
  - Brdr. Steffansen
- Rodeobanen (1935-)
  - Tommy Wessman
  - Brdr. Steffansen
- Rutschebanen (1932-)
- Safari
- Skyroller
  - Steen Grænge
- Spøgelsestoget (1942-) Tidl. Dansesalonen ”Flora”
  - Michael Idemo
  - Brdr. Steffansen
- SRV
- Super Nova
- Svanebanen
  - Torben "Træsko" Pedersen
- Tidsmaskinen
  - Steen Grænge
- Tonado
  - Tommy Wessman
- Tårngyset
  - Mortensen & Dahl
- Vandrutschebanen
  - Torben "Træsko" Pedersen
- Vikingeskibet Dragen
  - Torben "Træsko" Pedersen

## Restauranter
- Bakkens Grill & Bøfhus
  - 2015 - Mortensen & Dahl
- Bakkens Perle
  - 2017 - Henrik Yangjamee
- Balkonen
  - Carsten Dahl
- Bondestuen
  - 1999 - Mikkel Marvits
- Bræddehytten
  - 1999 - Mikkel Marvits
- Bøgely
  - 2017 - Bente Dyring-Andersen
- Cæsars Palads
- Dyrehaven
  - 2015 - Torben "Træsko" Pedersen
- Elverdybet
  - 1998 - Anette Sigurdsson
- Harlekin
  - 1995 - Ahmed Shafi
- Hos Varnæs
  - Torben "Træsko" Pedersen
- Den Hvide Hest
  - 2008 - John Hansen & David Davidsen
- ILæ Burger
  - 2014 - Trine Bloch Grænge
- Jernbanerestauranten
  - Torben "Træsko" Pedersen
- Katrines Gaard
  - Torben "Træsko" Pedersen
- Laura
- Lauras Køkken
  - Torben "Træsko" Pedersen
- Mad & Mat
  - Torben "Træsko" Pedersen
- Oscars Bøfbar
  - 1949 Frank Andersen
- Pandekagehuset
- Postgaarden
  - Torben "Træsko" Pedersen
- Røde Port
  - 1989 - Tine Sarring
- Shawarma Hytten
  - 2018 - Recep Ünver
  - -2018 - Alex Holm
- Skovly
- Staldknægten
  - 2007- Henrik Yangjamee
- To Søstre
  - 2018- Vanessa & Stephanie Dahl
- Valentino
  - 1969- Alex Holm

## Barer
- Bakkekroen
  - Torben "Træsko" Pedersen
  - Oscar Pettersson Jr.
- Hulen
- Høkassen
  - 2000-2015 - Bo Clemmensen
- London Pub
  - Alex Holm
- Malmøkroen 25'eren
  - Torben "Træsko" Pedersen
- Plænebaren
  - 2010- Joy Andersen
  - 1994-2000 - Jørn S. Matzen
- Pølsekroen
  - 1996-2000 - Dorte Hansen
- Skjerns Magasin
  - Torben "Træsko" Pedersen
- Sommerlyst
- Ølgod